# 竹内鈴
竹内 鈴（たけうち りん、1997年8月22日 - ）は、日本の柔道選手。福井県出身。階級は52kg級。身長152cm。血液型はO型。組み手は右組み。得意技は裏投。

## 経歴
柔道は5歳の時に三国柔道教室で始めた。三国中学から福岡県の敬愛高校へ進むも、2年の時に高校選手権、3年の時にインターハイ52㎏級の初戦でそれぞれ敗れた。2016年に東海大学へ進学すると、2年の時に学生体重別57㎏級で2位、3年からは2連覇した。4年の時には優勝大会と体重別団体でも優勝した。2020年にパーク24の所属となると、2021年の体重別準決勝で三井住友海上の舟久保遥香に反則負けするも3位になった。2023年に階級を52㎏級に下げると、2024年の講道館杯では決勝で三井住友海上の藤城心を技ありで破ってシニアの全国大会初優勝を飾った。グランドスラム・東京では準決勝で藤城に縦四方固で敗れると、3位決定戦でもUAEのビシュレルト・ホルロードイに敗れて5位だった。2025年2月のグランドスラム・タシケントでは準々決勝でスペインのアユミ・レイバ・サンチェスに反則負けを喫するも、その後の敗者復活戦を勝ち上がって3位になった。4月の体重別では準決勝で同僚の阿部詩に反則負けを喫した。
IJF世界ランキングは500ポイント獲得で60位(25/4/7現在)。

## 戦績
57㎏級での戦績
- 2017年 -　学生体重別 2位
- 2017年 -　体重別団体 3位
- 2018年 -　学生体重別 優勝
- 2018年 -　体重別団体 2位
- 2018年 -　優勝大会 優勝
- 2019年 -　学生体重別 優勝
- 2019年 -　体重別団体 優勝
- 2021年 - 体重別 3位
- 2022年 - 全日本強化選手選考会 3位

52㎏級での戦績
- 2024年 - 講道館杯 優勝
- 2024年 - グランドスラム・東京 5位
- 2025年 - グランドスラム・タシケント　3位
- 2025年 - 体重別　3位

(出典、JudoInside.com)